# Santa Terezinha (kommun i Brasilien, Santa Catarina)
Santa Terezinha är en kommun i Brasilien.   Den ligger i delstaten Santa Catarina, i den södra delen av landet, 1 200 km söder om huvudstaden Brasília. Antalet invånare är 8 767.
I omgivningarna runt Santa Terezinha växer i huvudsak städsegrön lövskog. Runt Santa Terezinha är det glesbefolkat, med 12 invånare per kvadratkilometer.